# 3e armée de la Garde
La 3e armée de la Garde est une unité de l'armée soviétique lors de la Grande guerre patriotique. Elle est créée en décembre 1942 à partir des unités de l'aile gauche de la 1re armée de la Garde à la suite d'une directive de la stavka datée du 5 décembre 1942. Elle est rattachée au front sud-ouest.

## Composition
Mi-décembre 1942 elle comprend : 
- le 14e corps de fusiliers ;
- la 50e division de fusiliers de la Garde ;
- les 197e (ru), 203e (ru) et 278e divisions de fusiliers ;
- les 90e et 94e brigades de fusiliers indépendantes ;
- le 1er corps mécanisé de la Garde ;
- la 22e brigade de fusiliers ;
- trois régiments de chars indépendants.

## Historique opérationnel
La 3e Armée de la Garde est mise en place lors de la dernière phase de la bataille de Stalingrad, pour l'opération Saturne, où elle participe à la destruction de la 8e Armée italienne. 
En janvier-février 1943 elle participe à l'offensive vers Vorochilovgrad puis à des opérations défensives sur le Donetz.
D'août à septembre 1943 elle participe à la libération du Donbass. 
En octobre elle prend part à la libération de Kiev avec la 8e Armée de la Garde.
Le 18 octobre elle est transférée au front du sud  (le front est renommé 4e front d'Ukraine le 20 octobre). elle prend alors part aux combats contre la tête de pont allemande dans la région de Nikopol. La ville sera libérée le 8 février 1944 à la suite d'une opération conjointe avec la 6e armée lors de l'offensive Dniepr-Carpates.
Le 13 février 1944 la 3e Armée de la garde est retirée du front et versés aux réserves de la Stavka avant d'être affectée au 1er front d'Ukraine.
En juillet-Aout 1944 elle est l'un des fers de lances de l'offensive stratégique Lvov–Sandomierz, qui permet d'achever la libération de l'Ukraine et d'établir une tête de pont sur la Vistule, à Sandomierz, qui sera l'un des points de départ de la libération de la Pologne.
En janvier-février 1945, la 3e armée de la garde participe à l'offensive Vistule-Oder en coordination avec l'aile gauche du 1er front de Biélorussie qui l'amène sur la rivière Neisse.
D'Avril à mai elle prend part à l'offensive sur Berlin puis, après la chute de la ville, elle est redirigées vers Prague où elle entre le 9 mai.
La 3e Armée de la garde est dissoute en juillet 1945.

## Commandants
- Lieutenant-général Leliouchenko (décembre 1942 - mars 1943)
- Major-général de l'artillerie Khetagourov (en) (mars - août 1943)
- Lieutenant-général Leliouchenko (août 1943 - février 1944)
- Lieutenant-général Riabychev (en) (février - mars 1944)
- Colonel-général Gordov (avril 1944 - fin de la guerre)

## Sources
- (ru) Cet article est partiellement ou en totalité issu de l’article de Wikipédia en russe intitulé « 3-я гвардейская армия » (voir la liste des auteurs).